# Hầu gái rồng nhà Kobayashi
Hầu gái rồng nhà Kobayashi, hay cũng biết tới với tên gốc Kobayashi-san chi no Maidragon (Nhật: 小林さんちのメイドラゴン Hepburn: Kobayashi-san chi no Meidoragon) là một series manga Nhật được viết và vẽ minh họa bởi Coolkyoushinja. Series bắt đầu xuất bản tại tạp chí Monthly Action của Futabasha vào tháng 5 năm 2013. Bộ truyện được Nhà xuất bản Hải Phòng phát hành tại Việt Nam. Một bộ manga ngoại truyện bởi Mitsuhiro Kimura bắt đầu xuất bản tại Monthly Action vào tháng 12 năm 2016. Một series anime sản xuất bởi Kyōto Animation được lên sóng truyền hình tại Nhật từ tháng 1 đến tháng 4 năm 2017. Mùa thứ hai với nhan đề Kobayashi-san chi no maidragon S được phát sóng từ tháng 7 đến tháng 9 năm 2021.

## Nội dung
Một buổi sáng, cô lập trình viên 25 tuổi tên Kobayashi chuẩn bị đi làm như bao ngày khác, thì bắt gặp đầu của một con rồng lớn ngay trước cửa nhà. Con rồng lập tức hóa thành một cô gái nở nang, tràn đầy năng lượng trong trang phục hầu gái, tự giới thiệu mình là Tohru. Trước đó, trong một lần đi chơi trên núi ngay hôm trước, do quá say, tính khắc kỷ của cô nhân viên văn phòng này đã chinh phục được con rồng đang nằm hấp hối đến từ thế giới khác. Không có nơi nương tựa, Kobayashi quyết định giữ lại con rồng trong nhà cô. Con rồng đó – Tohru – bắt đầu trả ơn Kobayashi bằng cách làm việc như một hầu gái riêng của cô.
Tuy nhiên, dù có năng lực tốt trong công việc nhà, cách thức quản lý nhà cửa của Tohru thường gây sợ hãi và mang lại nhiều khó khăn cho Kobayashi. Bên cạnh đó, sự xuất hiện của Tohru còn thu hút thêm những thế lực khác như rồng và thần đến thế giới của Kobayashi. Một trong những con rồng đến, Kanna, xuất hiện trước cửa nhà Kobayashi, yêu cầu Kobayashi trả Tohru trở lại thế giới bên kia. Sau đó được tiết lộ rằng cô đã bị đày khỏi thế giới bên kia và không còn nơi nào để ở, Kobayashi đã nhận cô ấy vào và trở thành người giám hộ của cô. Khi cả Tohru và Kanna đều ổn định cuộc sống ở thế giới loài người, Kobayashi bắt đầu coi họ như một gia đình.

## Nhân vật

### Chính
Kobayashi (小林 (Tiểu Lâm))
Lồng tiếng bởi: Tamura Mutsumi
Một lập trình viên và nhân viên văn phòng 25 tuổi bình thường đột nhiên thấy mình sống với một con rồng sau khi tháo một chiếc kiếm thần trên người nó trong một đêm say xỉn. Trong khi với tính cách khắc kỷ và trái tim nhân hậu, cô có thể trở nên cuồng nhiệt và có sự thu hút đặc biệt với những cô hầu gái. Cô ấy đôi khi bị nhầm là con trai do thiếu các đặc điểm nữ tính - đặc biệt là bộ ngực phẳng - và rõ ràng là thiếu giới tính. Tên riêng của cô là không rõ.
Tohru (トール Tōru)
Lồng tiếng bởi: Kuwahara Yūki
Một con rồng thuộc bộ tộc rồng Hỗn Độn Thế đến từ một thế giới khác được gọi là vương quốc rồng, có khả năng sử dụng phép thuật để thực hiện các công việc như tạo lỗ hổng không gian, sửa chữa hư hại cô gây ra, hoặc biến thành một cô bé. Được Kobayashi rút thánh kiếm đang bị đâm, cô phải lòng Kobayashi và bắt đầu sống trong căn hộ của Kobayashi dưới thân phận hầu gái. Cô thường để lộ sừng và đuôi khi chuyển sang hình dạng con người. Cô thường bị nhầm lẫn với một cosplayer bởi vì trang phục của cô. Một tình tiết hài hước về Tohru đó là cô thường cố tình để Kobayashi ăn... cái đuôi của mình vì nghĩ rằng nó ngon và như một dấu hiệu của tình cảm và dấu hiệu của tình yêu. Trong chương 97 của manga Kobayashi cuối cùng cũng thú nhận tình cảm của mình với Tohru.
Kanna Kamui (カンナカムイ) / Kobayashi Kanna (小林 カンナ)
Lồng tiếng bởi: Naganawa Maria
Là một người bạn của Tohru bị đuổi khỏi thế giới rồng vì những trò chơi khăm phiền phức do cô mang lại và cuối cùng cũng phải sống chung với Kobayashi; Ban đầu cô cho rằng Kobayashi đã dụ dỗ Tohru ở lại và muốn sau này quay trở lại thế giới ban đầu của họ. Cô khi biến thành con người thì mang hình dáng một học sinh tiểu học. Kanna trở nên gắn bó với Kobayashi trong suốt câu chuyện, xem cô như một bà mẹ của mình. Hình dáng và quần áo của Kanna lấy cảm hứng từ văn hóa của người Ainu và có nguồn gốc từ đảo Ushishir. Cô mang một chiếc sừng giống cọng lông vũ và một cái đuôi bông nhỏ có khả năng nạp điện. Mặc dù lớn hơn nhiều so với bề ngoài nhưng hình dạng con người rất trẻ so với tiêu chuẩn rồng, tương đương với một học sinh tiểu học tại Trường tiểu học Oborozuka (朧ズカ 小学校, Oborozuka Shōgakkō), nơi cô theo học với tư cách là học sinh lớp ba mang họ Kobayashi. Cô ấy là người yêu của Riko Saikawa, được cô đáp lại và hai người nói rằng họ muốn kết hôn với nhau.

### Rồng
Ilulu (イルル Iruru)
Lồng tiếng bởi: Mineuchi Tomomi
Một con rồng thuộc bộ tộc Hỗn Độn Thế săn tìm Tohru vì mối quan hệ của Tohru với con người, dẫn đến việc cả thành phố suýt bị phá hủy khi cả hai lần đầu chạm mặt. IIulu để mắt tới Kobayashi, cố gắng chia rẽ Kobayashi và Tohru để chứng tỏ niềm tin của IIulu, nhưng sau đó Kobayashi và Tohru cứu IIulu từ một con rồng thuộc bộ tộc Điều Hòa Thế, Ilulu thay đổi trái tim của mình và sống với họ. Ilulu có ngoại hình trong hình dạng con người là một cô gái nhỏ nhắn với một bộ ngực "cực khủng". Sau này cô thay thế bà Aida Tsubaki, bà nội của nhân vật Aida Taketo, cô làm nhân viên cửa hàng bánh kẹo. Sự phát triển tinh thần của cô có phần bị suy giảm do nhiều niềm tin khác nhau bị những con rồng Hỗn Độn Thế khác ép buộc vào cô. Khi còn nhỏ, cô thích chơi với trẻ em loài người; và kể từ khi đến Trái đất, cô đã nhận một công việc tại một cửa hàng kẹo để vẫn có thể nhìn thấy những đứa trẻ khi chúng vui vẻ.
Elma (エルマ Eruma) / Jōi Elma (上井 エルマ Jōi Eruma)
Lồng tiếng bởi: Takada Yūki
Một con rồng nước thuộc bộ tộc Điều Hòa Thế, là kẻ thù của bộ tộc Hỗn Độn Thế của Tohru. Cô xin làm việc tại công ty của Kobayashi khi bị mắc kẹt trong thế giới loài người. Elma có nhiều đức tính tốt như siêng năng và nghị lực, nhưng cũng ngây thơ, lưỡng lự và dễ bị thu hút bởi thức ăn (chủ yếu là đồ ngọt) bởi vì thu nhập thấp. Hình dáng con người của Elma được chú ý bởi bộ tóc tím, một cái sừng và sử dụng một cái đinh ba.  "Jōi Elma" là cái tên giả của Elma dùng khi làm việc trong văn phòng của Kobayashi. Một số chương của manga tập trung vào việc cô có một tình bạn cũ với Tohru nhưng tình bạn này đã tan vỡ do họ không hợp nhau, với chương 96 tiết lộ rằng cô có tình cảm với Tohru và cô đã thú nhận với Tohru, mặc dù dự kiến sẽ bị hắt hủi.
Quetzalcoatl (ケツァルコアトル Ketsarukoatoru) / Lucoa (ルコア Rukoa)
Lồng tiếng bởi: Takahashi Minami
Một nữ thần rồng Aztec và là người bạn khác của Tohru. Ban đầu, cô mất khả năng tiên đoán từ nhiều thế kỉ trước do quá say xỉn dẫn đến một vụ liên lụy đến em gái của Quetzalcoatl. Quetzalcoatl thường được gọi là là "Lucoa" (lấy từ tên của vị thần người Icoa). Tohru thấy Lucoa như một người thông thái nhưng thỉnh thoảng lại rơi vào những sự kiện ngẫu nhiên trong quá khứ, hầu như là sự ngượng nghịu của Lucoa. Lucoa hiện sống với một học sinh tiểu học tên Shouta. Lucoa có ngoại hình con người là phụ nữ cao lớn với bộ ngực "khủng", mái tóc nhiều màu, nổi bật nhất là đôi mắt bị loạn sắc tố mống mắt. Sự khó chịu của Lucoa với quần áo - điều mà cô ấy có thể chịu đựng được nếu buộc phải mặc quần áo - thường khiến cô thích mặc quần áo bó sát, để lộ nhiều da thịt; một trò đùa liên quan đến việc những người khác chỉ trích cô ấy về điều này, đánh dấu cô là một kẻ biến thái hoặc - nếu họ là nhân viên của một nơi công cộng - kéo cô ấy đi nếu trang phục của cô không phù hợp. Đáng chú ý nhất, cô sống với Shouta sau khi cô làm gián đoạn phép thuật triệu hồi quỷ của cậu để ngăn cậu bé triệu hồi một con quỷ nguy hiểm, khiến cậu nhầm tưởng cô là một succubus; và trong nỗ lực sưởi ấm cậu ấy với mình, cô ấy thường trở nên tình cảm quá mức với Shouta, khiến cậu bé sợ hãi.
Fafnir (ファフニール Fafunīru) / Ōyama Takeshi (大山 猛 (Đại Sơn Mãnh))
Lồng tiếng bởi: Ono Daisuke
Một người bạn cũ của Tohru, là một con rồng nam với sự nghi ngờ vô cùng lớn cho con người, đến việc Fafnir hỏi rất nhiều về hành động và ý nghĩ của Tohru trong ngoại hình của Fafnir sau này. Fafnir chia sẻ về sự giống nhau về nét của con vật giống tên của Fafnir, chẳng hạn như cách cư xử lạnh lùng và trạng thái khinh thường người khác. Fafnir có ngoại hình là một người đàn ông trẻ, lịch sự với một mái tóc dài và đôi mắt màu đỏ trong hình dạng con người. Sau khi Tohru thử tìm chỗ cho Fafnir để sống (dưới tên Oyama Takeshi - 大山 猛, Ōyama Takeshi) Fafnir cuối cùng đến sống với Takiya, trở nên nghiện ngập với video game và văn hóa nổi tiếng.

Damocles (ダモクレス Damokuresu)
Lồng tiếng bởi: Sugō Takayuki
Bố của Tohru, được những con rồng khác gọi là "Hoàng đế kết liễu" (終焉帝 (Chung Diên Đế) Shūen-tei) bởi sức hủy diệt đáng sợ. Ông không tán thành mối quan hệ giữa và Kobayashi do lòng tin của họ với các loài rồng trong bộ tộc Hỗn Độn Thế và bởi vì quy luật không can thiệp vào Trái Đất. Ông muốn Tohru quay về, nhưng khi đang định giết Kobayashi thì nhận ra Tohru đã ngăn mình và sẵn sàng dùng tất cả sức mạnh cô có, một sức mạnh đáng sợ mà ông không ngờ tới, ông quyết định không ngăn cô nữa. Ông ta vẫn để Kobayashi sống vì ông không muốn mạo hiểm chọc giận Tohru, người mà ông công nhận là mạnh hơn mình.

### Con người
Takiya Makoto (滝谷 真 (Long Cốc Chân))
Lồng tiếng bởi: Nakamura Yuichi
Đồng nghiệp của Kobayashi, lúc đầu tin rằng Tohru là kẻ thù trong tình cảm của Kobayashi, nhưng chỉ là một otaku chỉ thích nói về các cô hầu gái với Kobayashi. Kobayashi giúp cậu chuẩn bị ở lễ hội Comiket mỗi năm. Fafnir cuối cùng quyết định sống với cậu trong thế giới loài người do bộ sưu tập truyện tranh và trò chơi khổng lồ của cậu ta.
Saikawa Riko (才川 リコ Saikawa Riko)
Lồng tiếng bởi: Katō Emiri
Bạn học cùng lớp tiểu học với Kanna, lúc đầu không ưa Kanna nhưng sau đó lại thích Kanna. Một tình tiết hài hước là Riko luôn cảm thấy ngập tràn hạnh phúc khi Riko và Kanna động vào nhau. Kanna đáp lại tình cảm của cô và cả hai nói rằng họ muốn kết hôn với nhau.
Saikawa Nae (才川 苗 (Tài Xuyên Miêu)) / Georgie (ジョージー Jōjī)
Lồng tiếng bởi: Goto Yuko
Chị gái của Riko, có sở thích đóng vai hầu gái và do đó rất thân thiết với Kobayashi. Cô ấy xác định sâu sắc mình là "Georgie" đến nỗi dường như cô ấy đã quên tên thật của mình, sau này được tiết lộ là "Sanae".
Magatsuchi Shōta (真ヶ土 翔太 (Chân Thổ Tường Thái))
Lồng tiếng bởi: Ishihara Kaori
Một cậu bé phù thủy sống cùng với Lucoa sau khi tình cờ triệu hồi Lucoa. Shōta tin rằng Lucoa là một con quỷ, và mặc dù Lucoa cố gắng xóa đi sự hiểu lầm, những trò hề công khai của Lucoa có thể giúp được chút ít trong trường hợp đó. Shōta là một học sinh lớp 5 tại trường của Rico và Kanna học và bố của Shōta là giám đốc của công ty của Kobayashi, người đã thiết kế ngôn ngữ lập trình của họ dựa trên phép thuật từ thế giới khác và theo dõi Tohru và Kobayashi cho Damocles (bố của Tohru). Một trò đùa liên quan đến việc cậu bé đỏ mặt và bỏ chạy mỗi khi vướng vào những trò hề như vậy và mắng cô là "con quỷ".
Aida Taketo (会田 タケト)
Lồng tiếng bởi: Shimono Hiro
Là học sinh trung học (có thể cậu là học sinh cao trung vì tuổi trong anime là 16?) và là cháu của Tsubaki Aida, một chủ cửa hàng bánh kẹo. Tính cách của cậu khá khó ưa trong lần đầu, nhưng sau đó thì cậu cũng dần dễ gần hơn. Thật ra, bà của cậu định cho cậu thừa kế cửa hàng nhưng có vẻ cậu không hứng thú lắm, bà định đóng cửa hàng nhưng Ilulu đã đảm nhận công việc thừa kế cửa hàng thay bà. Cậu cũng khá thân với Ilulu, người trông coi cửa hàng. Lúc đầu xấu hổ vì sự thiếu hiểu biết thông thường và cơ thể khêu gợi của cô, Taketo cuối cùng trở nên thân thiết với Ilulu, người bắt đầu có tình cảm lãng mạn với cậu.

## Manga
Coolkyoushinja bắt đầu xuất bản series tại tạp chí Monthly Action của Futabasha vào ngày 25 tháng 5 năm 2013. Seven Seas Entertainment cấp phép series ở Bắc Mĩ, và họ xuất bản tập đầu tiên vào tháng 10 năm 2016. Một manga ngoại truyện được thiết kế bởi Kimura Mitsuhiro, với tiêu đề Kobayashi-san Chi no Maidragon: Kanna no Nichijō (小林さんちのメイドラゴン カンナの日常 Ngày thường của Kanna), bắt đầu ra tại Monthly Action từ ngày 24 tháng 12 năm 2016. Một bộ manga ngoại truyện thứ hai có tựa đề Kobayashi-san Chi no Maidragon: Elma OL Nikki (小林さんちのメイドラゴン エルマのOL日記 n.đ. '"Nhật ký gái công sở của Elma"') bắt đầu được đăng trên tạp chí Monthly Action kể từ ngày 25 tháng 7 năm 2017. Bản manga ngoại truyện thứ ba do Utamaro minh họa được đăng trên tạp chí Monthly Action kể từ tháng 1 năm 2019. Một bản manga ngoại truyện thứ bốn được mình họa bởi Zamurai Nobuyoshi bắt đầu đăng trên tạp chí Monthly Action từ ngày 25 tháng 10 năm 2020.
Kobayashi-san Chi no Maidragon:
| #  | Ngày phát hành    | ISBN              |
| -- | ----------------- | ----------------- |
| 1  | 10 tháng 5, 2014  | 978-4-575-84405-4 |
| 2  | 10 tháng 2, 2015  | 978-4-575-84570-9 |
| 3  | 10 tháng 9, 2015  | 978-4-575-84679-9 |
| 4  | 12 tháng 5, 2016  | 978-4-575-84796-3 |
| 5  | 12 tháng 12, 2016 | 978-4-575-84894-6 |
| 6  | 12 tháng 7, 2017  | 978-4-575-85002-4 |
| 7  | 12 tháng 4, 2018  | 978-4-575-85134-2 |
| 8  | 12 tháng 2, 2019  | 978-4-575-85267-7 |
| 9  | 12 tháng 11, 2019 | 978-4-575-85374-2 |
| 10 | 11 tháng 8, 2020  | 978-4-575-85476-3 |
| 11 | 10 tháng 6, 2021  | 978-4-575-85589-0 |
| 12 | 12 tháng 1, 2022  | 978-4-575-85679-8 |
| 13 | 10 tháng 11, 2022 | 978-4-575-85777-1 |
| 14 | 12 tháng 9, 2023  | 978-4-575-85887-7 |
| 15 | 11 tháng 4, 2024  | 978-4-575-85958-4 |
| 16 | 13 tháng 2, 2025  | 978-4-575-86053-5 |
| 17 | 12 tháng 6, 2025  | 978-4-575-86100-6 |

Kobayashi-san Chi no Maidragon: Kanna no Nichijō
| #  | Ngày phát hành    | ISBN              |
| -- | ----------------- | ----------------- |
| 1  | 28 tháng 3, 2017  | 978-4-575-84948-6 |
| 2  | 12 tháng 7, 2017  | 978-4-575-85003-1 |
| 3  | 12 tháng 10, 2017 | 978-4-575-85044-4 |
| 4  | 10 tháng 2, 2018  | 978-4-575-85105-2 |
| 5  | 10 tháng 6, 2018  | 978-4-575-85105-2 |
| 6  | 12 tháng 2, 2019  | 978-4-575-85268-4 |
| 7  | 12 tháng 12, 2019 | 978-4-575-85389-6 |
| 8  | 11 tháng 8, 2020  | 978-4-575-85477-0 |
| 9  | 12 tháng 7, 2021  | 978-4-575-85600-2 |
| 10 | 12 tháng 2, 2022  | 978-4-575-85692-7 |
| 11 | 12 tháng 12, 2022 | 978-4-575-85788-7 |
| 12 | 12 tháng 10, 2023 | 978-4-575-85900-3 |
| 13 | 10 tháng 5, 2024  | 978-4-575-85968-3 |
| 14 | 13 tháng 2, 2025  | 978-4-575-86054-2 |

Kobayashi-san Chi no Maidragon: Elma OL Nikki
| #  | Ngày phát hành    | ISBN              |
| -- | ----------------- | ----------------- |
| 1  | 11 tháng 5, 2018  | 978-4-575-85151-9 |
| 2  | 12 tháng 2, 2019  | 978-4-575-85269-1 |
| 3  | 12 tháng 12, 2019 | 978-4-575-85390-2 |
| 4  | 11 tháng 8, 2020  | 978-4-575-85478-7 |
| 5  | 11 tháng 8, 2021  | 978-4-575-85619-4 |
| 6  | 12 tháng 2, 2022  | 978-4-575-85691-0 |
| 7  | 12 tháng 1, 2023  | 978-4-575-85802-0 |
| 8  | 12 tháng 10, 2023 | 978-4-575-85899-0 |
| 9  | 10 tháng 5, 2024  | 978-4-575-85967-6 |
| 10 | 10 tháng 4, 2025  | 978-4-575-86075-7 |

Kobayashi-san Chi no Maidragon:  Lucoa wa boku no xx desu.
| # | Ngày phát hành Tiếng Nhật | ISBN Tiếng Nhật   |
| - | ------------------------- | ----------------- |
| 1 | 12 tháng 12, 2019         | 978-4-575-85373-5 |
| 2 | 11 tháng 8, 2020          | 978-4-575-85479-4 |
| 3 | 11 tháng 8, 2021          | 978-4-575-85618-7 |
| 4 | 12 tháng 2, 2022          | 978-4-575-85680-4 |
| 5 | 9 tháng 2, 2023           | 978-4-575-85813-6 |
| 6 | 12 tháng 9, 2023          | 978-4-575-85888-4 |
| 7 | 11 tháng 4, 2024          | 978-4-575-85957-7 |
| 8 | 15 tháng 5, 2025          | 978-4-575-86089-4 |

Kobayashi-san Chi no Maidragon: Okomori gurashi no Fafnir
| # | Ngày phát hành Tiếng Nhật | ISBN Tiếng Nhật   |
| - | ------------------------- | ----------------- |
| 1 | 12 tháng 7, 2021          | 978-4-575-85599-9 |
| 2 | 10 tháng 3, 2022          | 978-4-575-85699-6 |
| 3 | 9 tháng 3, 2023           | 978-4-575-85819-8 |
| 4 | 11 tháng 4, 2024          | 978-4-575-85956-0 |
| 4 | 13 tháng 3, 2025          | 978-4-575-86067-2 |

## Anime
Phần bìa bên ngoài tập 4 của truyện tiết lộ rằng một series anime trên TV được phát sóng. Anime được sản xuất bởi Kyōto Animation, đạo diễn bởi Takemoto Yasuhiro, Yamada Yuka viết lời thoại, Kadowaki Miku thiết kế nhân vật, Maruki Nobuaki làm giám đốc sản xuất phim, và âm nhạc được sáng tác bởi Itō Masumi. Anime lên sóng ở Nhật từ ngày 11 tháng 1 đến ngày 6 tháng 4 năm 2017. Crunchyroll phát series trong khi Funimation Entertainment ra bản tiếng Anh từ ngày 1 tháng 2 năm 2017. Một tập OVA sẽ được ra vào Blu-ray/DVD tập 7 vào ngày 20 tháng 9 năm 2017. Nhạc mở đầu là "Aozora no Rhapsody" (青空のラプソディ Aozora no Rapusodi) bởi Fhána, và nhạc kết thúc là "Ishukan Communication" (イシュカン・コミュニケーション Ishukan Komyunikēshon) bởi Chorogons - nhóm nhạc là các diễn viên lồng tiếng cho các nhân vật rồng nữ, gồm Kuwahara Yūki (Tohru), Naganawa Maria (Kanna), Takahashi Minami (Elma), và Takada Yūki (Lucoa). 
Mùa thứ hai của anime có tựa đề là Kobayashi-san Chi no Maidragon S (小林さんちのメイドラゴンS), được thông báo trong tập thứ 8 của manga vào tháng 2 năm 2019. Tuy nhiên vụ phóng hỏa xưởng phim số 1 xảy ra vào tháng 7 năm 2019 khiến Kyōto Animation bị thiệt hại nặng nề, trong số những người thiệt mạng có đạo diễn Takemoto Yasuhiro. Mọi dự án của hãng phim đều phải dừng lại vô thời hạn. Sau gần hai năm Kyōto Animation tái thiết và sản xuất trở lại, Kobayashi-san Chi no Maidragon S được phát sóng từ ngày 8 tháng 7 năm 2021, là bộ anime truyền hình đầu tiên do hãng phim sản xuất sau vụ phóng hỏa. Về phía ban nhân sự có Ishihara Tatsuya kế nhiệm Takemoto làm đạo diễn, những người cũ như Yamada Yuka trở lại biên soạn kịch bản, Itō Masumi tiếp tục soạn phần nhạc, Kadowaki Miku thiết kế nhân vật và Maruki Nobuaki giữ vai trò trưởng đạo diễn hoạt họa.  Ca khúc mở đầu phim là "Ai no Supreme!" (愛のシュプリーム！ Ai no Shupurīmu!) tiếp tục do ban nhạc Fhána thực hiện. Ca khúc kết thúc "Maid With Dragons ❤︎" (めいど・うぃず・どらごんず︎❤︎ Meido Wizu Doragonzu) được trình bày bởi Super Chorogons - là nhóm Chorogons được bổ sung thêm Mineuchi Tomomi (diễn viên lồng tiếng nhân vật Ilulu).

### Danh sách tập phim

#### Kobayashi-san Chi no Maidragon
| Số tập   | Tiêu đề | Đạo diễn                    | Biên kịch         | Ngày phát sóng gốc  |
| -------- | --- | --------------------------- | ----------------- | ------------------- |
| 1        | "Shijō Saikyō no Meido, Tōru! (Mā Doragon Desu Kara) (「史上最強のメイド、トール！（まあドラゴンですから)」)"                       | Fujita Haruka               | Yamada Yuka       | 12 tháng 1 năm 2017 |
| 2        | "Daini no Doragon, Kanna! (Netabare Zenkai Desu ne) (「第二のドラゴン、カンナ！（ネタバレ全開ですね)」)"                            | Sawa Shinpei                | Yamada Yuka       | 19 tháng 1 năm 2017 |
| 3        | "Shin Seikatsu, Hajimaru! (Mochiron Umaku Ikimasen) (「新生活、はじまる！（もちろんうまくいきません)」)"                            | Kitanohara Noriyuki         | Takemoto Yasuhiro | 26 tháng 1 năm 2017 |
| 4        | "Kanna, Gakkō ni Iku! (Sono Hitsuyō wa Nain Desu ga) (「カンナ、学校に行く！（その必要はないんですが）」)"                          | Yamamura Takura             | Nishikawa Masashi | 2 tháng 2 năm 2017  |
| 5        | "Tōru no Shakai Benkyō! (Honnin wa Dekiteru Tsumori Desu) (「トールの社会勉強！（本人は出来てるつもりです）」)"                     | Ogawa Taichi                | Shimo Fumihiko    | 9 tháng 2 năm 2017  |
| 6        | "Otaku Hōmon! (Shitenai Otaku mo Arimasu) (「お宅訪問！（してないお宅もあります）」)"                                               | Miyoshi Ichirō              | Yamada Yuka       | 17 tháng 2 năm 2017 |
| 7        | "Natsu no Teiban! (Butchake Tekoire-kai Desu ne) (「夏の定番！（ぶっちゃけテコ入れ回ですね）)」)"                                   | Kitanohara Noriyuki         | Takemoto Yasuhiro | 23 tháng 1 năm 2017 |
| 8        | "Arata Naru Doragon, Eruma! (Yatto Detekimashita ka) (「新たなるドラゴン、エルマ！（やっと出てきましたか）」)"                      | Yamada Naoko                | Shimo Fumihiko    | 2 tháng 3 năm 2017  |
| 9        | "Undōkai! (Hineri mo Nani mo Nai Desu ne) (「運動会！（ひねりも何もないですね）」)"                                                 | Sawa Shinpei                | Takemoto Yasuhiro | 9 tháng 3 năm 2017  |
| 10       | "Gekidan Doragon, On Sutēji! (Gekidan-mei Attan Desu ne) (「劇団ドラゴン、オンステージ！（劇団名あったんですね）」)"                | Fujita Haruka               | Nishikawa Masashi | 16 tháng 3 năm 2017 |
| 11       | "Nenmatsu Nenshi! (Komike Neta Arimasen) (「年末年始！（コミケネタありません）」)"                                                  | Yamamura Takuya             | Yamada Yuka       | 23 tháng 3 năm 2017 |
| 12       | "Tōru to Kobayashi, Kandō no Deai! (Jibun de Hādoru Agetemasu ne) (「トールと小林、感動の出会い！（自分でハードル上げてますね）」)" | Ogawa Taichi                | Nishikawa Masashi | 30 tháng 3 năm 2017 |
| 13       | "Shūentei, Kuru! (Kigatsukeba Saishukai Desu) (「トールの社会勉強！（本人は出来てるつもりです）」)"                                 | Miyoshi Ichirō Sawa Shinpei | Yamada Yuka       | 6 tháng 4 năm 2017  |
| 14 (OVA) | "Barentain, Soshite Onsen! (Anmari Kitai Shinaide Kudasai) (「バレンタイン、そして温泉！（あんまり期待しないでください）」)"        | Kitanohara Noriyuki         | Nishikawa Masashi | 20 tháng 9 năm 2017 |

#### Kobayashi-san Chi no Maidragon S
| Số tập tổng thể | Số tập theo mùa | Tiêu đề | Đạo diễn            | Biên kịch                        | Ngày phát sóng gốc  |
| --------------- | --------------- | --- | ------------------- | -------------------------------- | ------------------- |
| 15              | 1               | "Arata naru doragon, Iruru! (Mata yoroshiku onegai shimasu (「新たなるドラゴン、イルル！（またよろしくお願いします）」)" | Ishihara Tatsuya    | Yamada Yuka                      | 8 tháng 7 năm 2021  |
| 16              | 2               | "Ikemen, Kobayashi! (Ironna Imi de) (「イケメン、小林！（いろんな意味で)」)"                                             | Ogawa Taichu        | Yamada Yuka                      | 15 tháng 7 năm 2021 |
| 17              | 3               | "Kagai katsudō (Mochiron futsū ja arimasen) (「課外活動（もちろん普通じゃありません)」)"                                 | Kitanohara Noriyuki | Yamada Yuka Nishikawa Masashi    | 22 tháng 7 năm 2021 |
| 18              | 4               | "Gō ni irite wa gō ni shitagae (Awaserutte taihen desu) (「郷に入りては郷に従え（合わせるって大変です)」 )"              | Sawa Shinpei        | Nishikawa Masashi                | 29 tháng 7 năm 2021 |
| 19              | 5               | "Kimi to issho ni (Mā ki ga aeba desu ga) (「君と一緒に（まあ気が合えばですが)」)"                                       | Kitanohara Noriyuki | Shimo Fumihiko                   | 5 tháng 8 năm 2021  |
| 20              | 6               | "Aienkien (Katahō wa doragon desu) (「合縁奇縁（片方はドラゴンです)」)"                                                  | Yamamura Takuya     | Yamada Yuka                      | 12 tháng 8 năm 2021 |
| 21              | 7               | "Ippan jōshiki (Minna zuretemasu) (「般常識（みんなずれてます」)"                                                        | Ōta Minoru          | Shimo Fumihiko Nishikawa Mashami | 19 tháng 8 năm 2021 |
| 22              | 8               | "Sekai ni hitotsu fake no (Suki na kotoba o tsuzukete kudasai) (「世界に一つだけの（好きな言葉を続けてください)」)"      | Sawa Shinpei        | Nishikawa Masashi                | 26 tháng 8 năm 2021 |
| 23              | 9               | "Iroiro wake ga arimashite (Eruma zanmai desu) (「いろいろワケがありまして(エルマざんまいです)」)"                       | Ōta Minoru          | Yamada Yuka                      | 2 tháng 9 năm 2021  |
| 24              | 10              | "Kanna no natsuyasumi (Nika kokugo hōsō desu!?) (「カンナの夏休み (二か国語放送です！？)」)"                             | Ōta Minoru          | Yamada Yuka                      | 9 tháng 9 năm 2021  |
| 25              | 11              | "Premium Seat (Tokubetsu Ryōkin wa Kakarimasen) (「プレミアムシート（特別料金はかかりません）」)"                        | Kitanohara Noriyuki | Fumihiko Shimo                   | 16 tháng 9 năm 2021 |
| 26              | 12              | "Seiseiruten (Demo Tachidomaru no mo Ari Desu ka ne) (「生生流転（でも立ち止まるのもありですかね）」)"                   | Ishihara Tatsuya    | Yamada Yuka                      | 23 tháng 9 năm 2021 |

#### Kobayashi-san Chi no Dragon ○○
| Số tập | Tiêu đề                                                                   | Đạo diễn                         | Biên kịch         | Ngày phát sóng gốc  |
| ------ | ------------------------------------------------------------------------- | -------------------------------- | ----------------- | ------------------- |
| 1      | "Kobayashi-san Chi no Maru Maru Doragon (小林さんちの○○ドラゴン)"         | Yamamura Takuya                  | Yamada Yuka       | 15 tháng 3 năm 2017 |
| 2      | "Kobayashi-san Chi no Animaru Doragon (小林さんちのアニマルドラゴン)"     | Sawa Shinpei                     | Nishikawa Masashi | 19 tháng 4 năm 2017 |
| 3      | "Kobayashi-san Chi no Seifuku Doragon (小林さんちの制服ドラゴン)"         | Sawa Shinpei                     | Nishikawa Masashi | 17 tháng 5 năm 2017 |
| 4      | "Kobayashi-san Chi no Batoru Doragon (小林さんちのバトルドラゴン)"        | Kitanohara Noriyuki Sawa Shinpei | Nishikawa Masahi  | 21 tháng 6 năm 2017 |
| 5      | "Kobayashi-san Chi no Supōtsu Doragon (小林さんちのスポーツドラゴン)"     | Sawa Shinpei                     | Nishikawa Masashi | 19 tháng 7 năm 2017 |
| 6      | "Kobayashi-san Chi no Misuterī Doragon (小林さんちのミステリードラゴン)"  | Sawa Shinpei                     | Nishikawa Masashi | 18 tháng 8 năm 2017 |
| 7      | "Kobayashi-san Chi no Wedingu Doragon (小林さんちのウェディングドラゴン)" | Sawa Shinpei                     | Masashi           | 20 tháng 9 năm 2017 |